# 枝江市
枝江市（しこう-し）は中華人民共和国湖北省宜昌市に位置する県級市。

## 歴史
枝江は周代には楚に属し、春秋時代前期には楚み都城が設置されていた。戦国時代になると羅国の版図とされ秦朝による中国統一まで丹陽の地名が称されていた。
秦代になると長江が分岐していることから枝江と称されるようになり南郡の管轄とされた。漢代になると南郡18県の一つとして初めて枝江県（県治は沮中）が設置された。三国時代には呉により県域北部に旌陽県が設置されたが、南朝宋により旌陽県は枝江県に編入、南朝陳には枝江県が廃止され新設された羅郡の一部とされた。
隋朝が成立すると再び枝江県が設置された。762年（上元2年）に唐朝により枝江県は廃止され長寧県に編入されたが、771年（大暦6年）に再設置している。1073年（熙寧6年）に北宋により再び枝江県は廃止され松滋県に編入されたが、1085年（元豊8年）に再び設置、1377年（洪武10年）にも松滋県に編入されたが、3年後に再設置されるなどの変遷があった。
1996年7月30日、枝江県は県級市に改編され枝江市が成立、現在に至っている。

## 行政区画
- 街道:馬家店街道
- 鎮:安福寺鎮、白洋鎮、顧家店鎮、董市鎮、仙女鎮、問安鎮、七星台鎮、百里洲鎮

## 出身者
- 曹廷杰 - 清末民初の地理学者。『東三省鉄路総図』などを作成した。